# ガーベラ

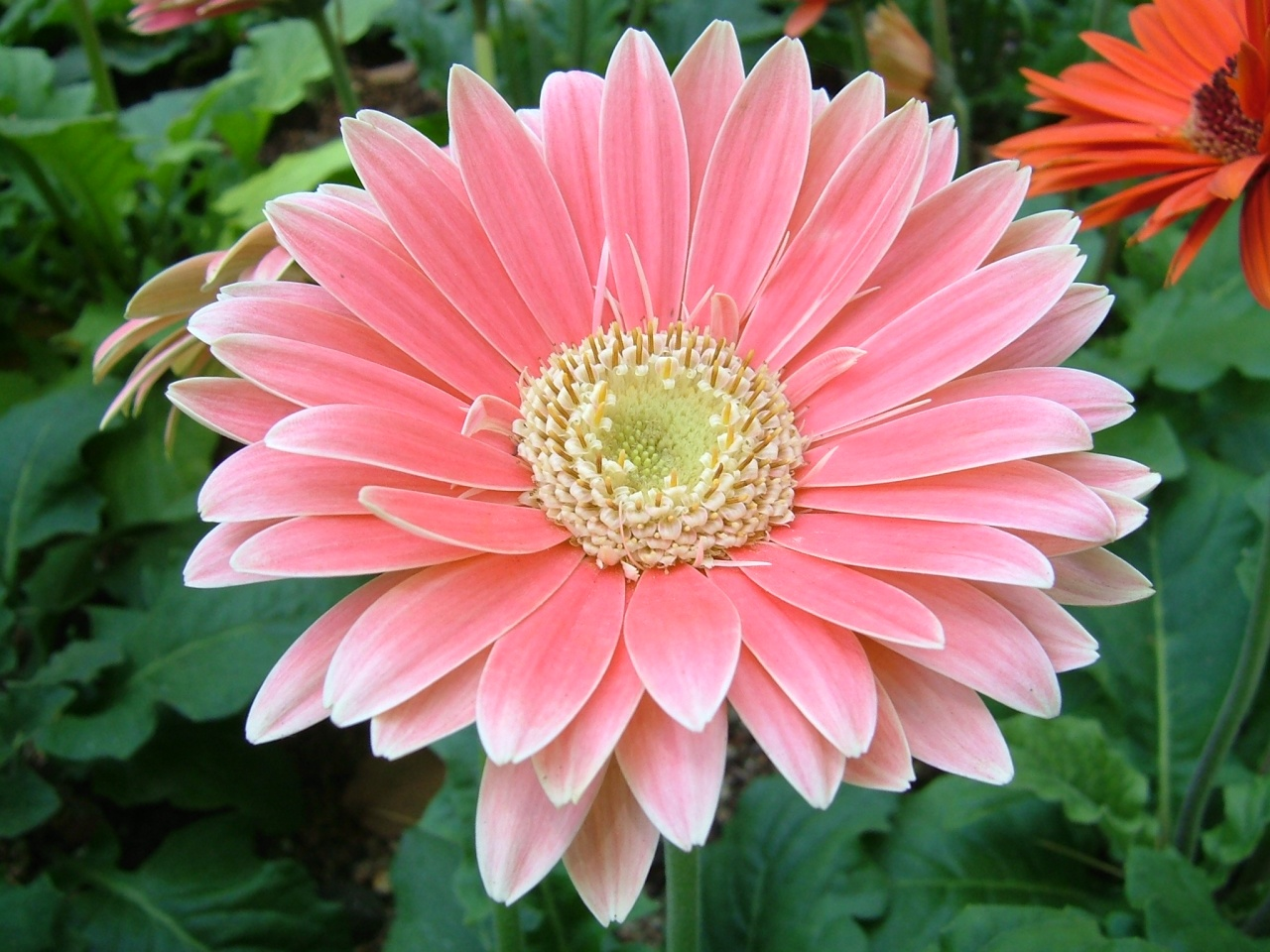
ピンクのガーベラ

ガーベラ (Gerbera) は、キク科ガーベラ属の総称。宿根草。狭義にはアフリカセンボンヤリ Gerbera jamesonii をガーベラとすることがある。

## 特徴
温帯な地域および、熱帯アジアやアフリカなどに分布し、野生で約40種が存在する（特に南アフリカが多い）。花のもちが良く、フラワーアレンジメントでも比較的多く用いられる。
花色はピンク、赤、白、黄色、緑、オレンジなど豊富にある。

## 語源
発見者であるドイツの博物学者トラウゴット・ゲルベル（Traugott Gerber）の名前からとられた。

## 園芸種の一般的な特徴
- ヨーロッパで品種改良され、切花や鉢植用に栽培されるものが多くある。
- 日本での花期は4–9月頃、暖地ならば4-11月頃（ただし真夏は中断する場合あり）が多い。切り花用として流通している品種は2000品種以上あり、そのうち90パーセント以上がオランダなど日本国外から輸入された品種である。ただし、切り花のほとんどは、輸入された苗などを日本国内の農家が栽培したものである。
- 花の直径から大輪・小輪に分類され、それぞれに花弁が糸状になった「スパイダー」タイプがある。また、弁の形状から「一重」「半八重」「八重」に判別することができ、花弁が退化した「球状」タイプの品種もある。